# Liga Națională (baschet feminin)
Liga Națională este primul eșalon valoric de baschet feminin din România. A fost fondată în anul 1950, iar până în anul 2012 a fost cunoscută sub numele de Divizia A, din motive de sponsorizare acum poarta denumirea de Liga Națională de Baschet Feminin Getica 95. Ea găzduiește cele mai bune opt echipe din țară.

## Format
Fiecare echipă dispută câte două meciuri împotriva celorlalte, în sistem tur-retur, parcurs denumit sezon regulat. La sfârșitul sezonului regulat, se joacă sferturi de finală, unde echipa de pe locul 1 va înfrunta echipa de pe locul 8, echipa de pe locul 2 va înfrunta echipa de pe locul 7 șamd. Aceste partide se dispută în sistem "cel mai bun din 3 meciuri". Ulterior echipele eliminate joacă în turneul pentru locurile 5-8, iar câștigătoarele merg în semifinale unde se joacă tot în sistemul "cel mai bun din 3 meciuri". Finala mică are loc în același sistem, dar finala mare se dispută după sistemul "cel mai bun din 5 meciuri"
Campioana Ligii Naționale este înscrisă direct în grupele Euroligii, vicecampioana este înscrisă în preliminariile cupelor europene și locul trei este înscris în Liga Balcanică sau în preliminariile cupelor europene.

## Echipele românești în competițiile europene în 2025-2026
| Competiție | Echipă                       | Progres          |
| ---------- | ---------------------------- | ---------------- |
| Euroliga   | ACS Sepsi SIC                | Runda calificare |
| Eurocupa   | Rapid București              | Grupe            |
| Eurocupa   | CS Universitatea Cluj-Napoca | Runda calificare |

## Echipele din sezonul 2024-2025
| # | Echipa                        | Fondat | Oraș            | Sala                        | Antrenor                  |
| - | ----------------------------- | ------ | --------------- | --------------------------- | ------------------------- |
| 1 | Agronomia București           | 1946   | București       | Sala Agronomia              | Seda Erdoğan              |
| 2 | CSM CSU Constanța             | 2008   | Constanța       | Sala Sporturilor            | Emilian Alexandru Olteanu |
| 3 | ACS Sepsi SIC Sfântu Gheorghe | 2012   | Sfântu Gheorghe | Sala „Kati Szabo”           | Zoran Mikes               |
| 4 | CSM Târgoviște                | 1991   | Târgoviște      | Sala Sporturilor Târgoviște | Cătălin Tănase            |
| 5 | CS Rapid București            | 1951   | București       | Sala Rapid                  | Alexandru Cosmin Vasile   |
| 6 | Universitatea Cluj-Napoca     | 1919   | Cluj-Napoca     | Sala „Horia Demian”         | Iannis Koukos             |
| 7 | CSU Brașov                    | 2008   | Brașov          | Sala D.P. Colibași          | Dan Calancea              |
| 8 | FCC Baschet UAV Arad          | 1987   | Arad            | Sala „Victoria”             | Miroslav Popov            |

## Rezultate Final 4
| Sezoane   | Campioane                              | Scor                                   | Vicecampioane                          | Locul III                              | Locul IV                                 |
| --------- | -------------------------------------- | -------------------------------------- | -------------------------------------- | -------------------------------------- | ---------------------------------------- |
| 1950      | Știinta București                      | -                                      |                                        |                                        |                                          |
| 1951      | Locomotiva CFR București               | -                                      |                                        |                                        |                                          |
| 1952      | Rapid București                        | -                                      |                                        |                                        |                                          |
| 1953      | U Cluj                                 | -                                      | Intreprinderea Comunală Oradea         | ICF București                          | Rapid București                          |
| 1954      | U Cluj                                 | -                                      |                                        |                                        |                                          |
| 1955      | Știinta București                      | -                                      |                                        |                                        | U Cluj                                   |
| 1956      | Constructorul București                | -                                      |                                        |                                        |                                          |
| 1957      | Constructorul București                | -                                      |                                        |                                        |                                          |
| 1958      | Constructorul București                | -                                      |                                        |                                        |                                          |
| 1959      | Constructorul București                | -                                      |                                        |                                        |                                          |
| 1960      | Rapid București                        | -                                      |                                        |                                        |                                          |
| 1961      | Rapid București                        | -                                      |                                        |                                        |                                          |
| 1962      | Rapid București                        | -                                      | U Cluj                                 |                                        |                                          |
| 1963      | Știinta București                      | -                                      |                                        |                                        |                                          |
| 1964      | Știinta București                      | -                                      |                                        |                                        |                                          |
| 1965      | Rapid București                        | -                                      |                                        |                                        |                                          |
| 1965/1966 | Politehnica București                  | -                                      |                                        |                                        | U Cluj                                   |
| 1966/1967 | Politehnica București                  | -                                      | Rapid București                        | U Cluj                                 | Voința Brașov                            |
| 1967/1968 | Politehnica București                  | -                                      |                                        | U Cluj                                 |                                          |
| 1968/1969 | Rapid București                        | -                                      | Politehnica București                  | IEFS București                         | Crișul Oradea                            |
| 1969/1970 | Politehnica București                  | -                                      | Rapid București                        | IEFS București                         | ASA Cluj                                 |
| 1970/1971 | Politehnica București                  | -                                      |                                        |                                        |                                          |
| 1971/1972 | Rapid București                        | -                                      | IEFS București                         | Politehnica București                  | Crișul Oradea                            |
| 1972/1973 | Politehnica București                  | -                                      |                                        |                                        |                                          |
| 1973/1974 | Politehnica București                  | -                                      |                                        |                                        |                                          |
| 1974/1975 | Sportul Studențesc București           | -                                      |                                        |                                        |                                          |
| 1975/1976 | Sportul Studențesc București           | -                                      |                                        |                                        |                                          |
| 1976/1977 | IEFS București                         | -                                      | Rapid București                        | Politehnica București                  | Olimpia București                        |
| 1977/1978 | Rapid București                        | -                                      | Crișul Oradea                          | IEFS Liceul 2 București                | Mobila Satu Mare                         |
| 1978/1979 | Crișul Oradea                          | -                                      | Universitatea Timișoara                | Voința București                       | Rapid București                          |
| 1979/1980 | Politehnica CSȘ 2 București            | -                                      | Rapid București                        | Voința București                       | Mobila Satu Mare                         |
| 1985/1986 | U Cluj                                 | -                                      | Voința București                       | Olimpia București                      | Politehnica Sportul Studențesc București |
| 1987/1988 | U Cluj                                 | -                                      | Voința București                       | Chimistul Râmnicu Vâlcea               | Olimpia București                        |
| 1988/1989 | U Cluj                                 | -                                      | Voința București                       | Olimpia București                      | Voința Brașov                            |
| 1989/1990 | U Cluj                                 | 3-2                                    | Voința Brașov                          | Sportul Studențesc București           | Metalul Râmnicu Vâlcea                   |
| 1992/1993 | U Cluj                                 | 3–2                                    | Constar Universitatea Arad             | Fartec Brașov                          | Progresul BNR Voința București           |
| 1993/1994 | BC Arad                                | 3–2                                    | U Cluj                                 | Fartec Brașov                          | Someșul Dej                              |
| 1994/1995 | Oțelinox Târgoviște                    | 3–2                                    | U Cluj                                 | ACRO București                         | BC Arad                                  |
| 1995/1996 | Oțelul Târgoviște                      | 3–2                                    | U Cluj                                 | Fartec Brașov                          | Sportul Studențesc București             |
| 1999/2000 | BC ICIM Arad                           | -                                      | Fartec Brașov                          | Livas Târgoviște                       | U Cluj                                   |
| 2002/2003 | Livas Târgoviște                       | 3–2                                    | U Cluj                                 | Sportul Studențesc București           | Rapid București                          |
| 2003/2004 | Livas Târgoviște                       | 3–0                                    | BC ICIM Arad                           | U Cluj                                 | CET Govora                               |
| 2005/2006 | ICIM Arad                              | 3–1                                    | Biandra Târgoviște                     | Olimpia București                      |                                          |
| 2006/2007 | CSM Târgoviște                         | 3-0                                    | ICIM Arad                              | Olimpia București                      | Sportul Studențesc București             |
| 2007/2008 | ICIM Arad                              | -                                      | Sepsi Sfântu Gheorghe                  | Sportul Studențesc Omnilogic București |                                          |
| 2008/2009 | CSM Târgoviște                         | 3–0                                    | Sepsi Sfântu Gheorghe                  | CSM Satu Mare                          | BC Teleorman Alexandria                  |
| 2009/2010 | MCM Târgoviște                         | 3–0                                    | ICIM Arad                              | LMK Sfântu Gheorghe                    | CSM Satu Mare                            |
| 2010/2011 | ICIM Arad                              | 3–1                                    | CS Municipal Satu Mare                 | CS Olimpia București                   | SCM CSS Craiova                          |
| 2011/2012 | CS Municipal Târgoviște                | 3–0                                    | CS Municipal Satu Mare                 | ICIM Univ V. Goldiș Arad               | CS Nova Vita Târgu Mureș                 |
| 2012/2013 | ICIM Univ V. Goldiș Arad               | 3–2                                    | CSM Târgoviște                         | CS Municipal Satu Mare                 | CSU Alba Iulia                           |
| 2013/2014 | CSM Târgoviște                         | 3–1                                    | ICIM Univ V. Goldiș Arad               | CSU Alba Iulia                         | Sepsi Sfântu Gheorghe                    |
| 2014/2015 | CSM Târgoviște                         | 3–2                                    | Sepsi Sfântu Gheorghe                  | ICIM Univ V. Goldis Arad               | CSU Alba Iulia                           |
| 2015/2016 | Sepsi Sfântu Gheorghe                  | 3–0                                    | CSU Alba Iulia                         | CSM Târgoviște                         | Olimpia CSU Brașov                       |
| 2016/2017 | Sepsi Sfântu Gheorghe                  | 3–1                                    | U Cluj-Napoca                          | Olimpia CSU Brașov                     | CSM Târgoviște                           |
| 2017/2018 | Sepsi Sfântu Gheorghe                  | 3–1                                    | CS Municipal Satu Mare                 | CSTBv Olimpia CSU Brașov               | U Cluj                                   |
| 2018/2019 | Sepsi Sfântu Gheorghe                  | 3–2                                    | CS Municipal Satu Mare                 | FCC ICIM CSB Arad                      | CSTBv Olimpia CSU Brașov                 |
| 2019/2020 | Anulat din cauza pandemiei de COVID-19 | Anulat din cauza pandemiei de COVID-19 | Anulat din cauza pandemiei de COVID-19 | Anulat din cauza pandemiei de COVID-19 | Anulat din cauza pandemiei de COVID-19   |
| 2020/2021 | Sepsi Sfântu Gheorghe                  | 3–1                                    | CS Municipal Satu Mare                 | FCC Baschet UAV Arad                   | CSTBv CSU Olimpia Brașov                 |
| 2021/2022 | Sepsi Sfântu Gheorghe                  | 3–2                                    | FCC Baschet UAV Arad                   | CS Municipal Satu Mare                 | Acad. Phoenix CSU Simona Halep Constanta |
| 2022/2023 | Sepsi Sfântu Gheorghe                  | 3–0                                    | CSM CSU Constanța                      | FCC Baschet UAV Arad                   | Rapid București                          |
| 2023/2024 | CSM CSU Constanța                      | 3–0                                    | FCC Baschet UAV Arad                   | Sepsi Sfântu Gheorghe                  | CSM Târgoviște                           |
| 2024/2025 | Sepsi Sfântu Gheorghe                  | 3–2                                    | CSM Târgoviște                         | FCC Baschet UAV Arad                   | Rapid București                          |

## Campioane
| Club                          | Titluri | Anii câștigători                                                                   |
| ----------------------------- | ------- | ---------------------------------------------------------------------------------- |
| Universitatea Cluj-Napoca     | 14      | 1953, 1954, 1981, 1982, 1984, 1985, 1986, 1987, 1988, 1989, 1990, 1991, 1992, 1993 |
| CSM Târgoviște                | 12      | 1995, 1996, 2002, 2003, 2004, 2005, 2007, 2009, 2010, 2012, 2014, 2015             |
| ICIM Arad                     | 9       | 1994, 1998, 1999, 2000, 2001, 2006, 2008, 2011, 2013                               |
| Rapid București               | 9       | 1951, 1952, 1960, 1961, 1962, 1965, 1969, 1972, 1978                               |
| BC Politehnica București      | 8       | 1966, 1967, 1968, 1970, 1971, 1973, 1974, 1980                                     |
| ACS Sepsi SIC Sfântu Gheorghe | 8       | 2016, 2017, 2018, 2019, 2021, 2022, 2023, 2025                                     |
| Știința București             | 4       | 1950, 1955, 1963, 1964                                                             |
| BC Constructorul București    | 4       | 1956, 1957, 1958, 1959                                                             |
| Sportul Studențesc București  | 3       | 1975, 1976, 1977                                                                   |
| CSM Universitatea Oradea      | 1       | 1979                                                                               |
| Voința București              | 1       | 1983                                                                               |
| ACRO București                | 1       | 1997                                                                               |
| CSM CSU Constanța             | 1       | 2024                                                                               |

## Titluri pe orașe
| AradBucureștiCluj-NapocaCSM CSU ConstanțaOradeaSepsi SICTârgoviște Locațiile campioanelor din România. · Albastru: peste 10 titluri; Verde: 6-10 titluri; Galben: 2-5 titluri; Roșu: un titlu. | Steaua BC Politehnica RapidSportulBC Constructorul BucureștiVoința BucureștiȘtiința BucureștiACRO București Campioanele din București. · Albastru: peste 10 titluri; Verde: 6-10 titluri; Galben: 2-5 titluri; Roșu: un titlu. |

| Regiune      | Județe    | Orașe           | Titluri | Cluburi |
| ------------ | --------- | --------------- | ------- | --- |
| Muntenia     | București | București       | 30      | Rapid București (9), BC Politehnica București (8), Știința București (4), BC Constructorul București (4), Sportul Studențesc București (3), Voința București (1), ACRO București (1) |
| Transilvania | Cluj      | Cluj-Napoca     | 14      | Universitatea Cluj-Napoca (14) |
| Muntenia     | Dâmbovița | Târgoviște      | 12      | CSM Târgoviște (12) |
| Crișana      | Arad      | Arad            | 9       | ICIM Arad (9) |
| Transilvania | Covasna   | Sfântu Gheorghe | 8       | ACS Sepsi SIC Sfântu Gheorghe (8) |
| Crișana      | Bihor     | Oradea          | 1       | CSM Oradea (1) |
| Dobrogea     | Constanța | Constanța       | 1       | CSM CSU Constanța (1) |